# Platennieuws
Platennieuws was een platenpromotieblad dat begin jaren 60 in Nederland verscheen. Het was een uitgave van de gezamenlijke platenmaatschappijen en bevatte informatie over de singles die pas uitgekomen waren in Nederland.
Platennieuws stelde een wekelijkse hitparade samen die vanaf 19 juni 1961 afgedrukt werd in het Amerikaanse muziektijdschrift Billboard in de rubriek Hits of the World. Het blad nam daarbij de rol over van het promotieblad Fonorama dat voor de uitgave van 22 mei 1961 de laatste lijst aangeleverd had. Het kwam regelmatig voor dat er geen lijst uit Nederland in het blad gepubliceerd werd. Billboard volstond dan met het plaatsen van de vorige lijst of plaatste die week helemaal geen Nederlandse lijst.
Op 26 december 1964 verscheen de hitlijst van Platennieuws voor het laatst in Billboard. De grootste nr.1-hit in het 3½-jarig bestaan van de hitparade was Paradiso van Anneke Grönloh. Het nummer stond 16 weken op de hoogste positie.